# Naeson-dong
Naeson-dong (koreanska: 내손동)  är en stadsdel i staden Uiwang i provinsen Gyeonggi i den nordvästra delen av Sydkorea, 21 km söder om huvudstaden Seoul.

## Indelning
Administrativt är Naeson-dong indelat i:
| Namn    | Namn              | Yta km² | Invånare 31 dec 2020 |
| ------- | ----------------- | ------- | -------------------- |
| 내손1동 | Naeson 1(il)-dong | 2,55    | 21 345               |
| 내손2동 | Naeson 2(i)-dong  | 2,51    | 23 546               |